# Supercopa Alemã de Voleibol Masculino de 2023
A Supercopa Alemã de Voleibol Masculino de 2023, oficialmente Bounce House Cup de 2023 por questões de patrocínio, foi a 8.ª edição deste torneio organizado anualmente pela Volleyball Bundesliga. O torneio ocorreu de 20 a 22 de outubro e contou com a presença de doze equipes alemães.
Repetindo o feito da última edição, a equipe do Berlin Recycling Volleys venceu por 3 sets a 0 o VfB Friedrichshafen, e conquistou seu quinto título da Supercopa. Na disputa pelo terceiro lugar, o anfitrião Helios Grizzlys Giesen venceu o SVG Lüneburg por 3 sets a 1.

## Regulamento
O torneio contou com a participação de todos os clubes da 1. Volleyball Bundesliga de 2023–24.
Foi disputado em sistema eliminatório composto por quartas de final, semifinais, final, disputa do terceiro lugar e partidas para composição de tabela (do 5º ao 12º lugar).

## Locais das partidas
| Hildesheim                 | Giesen                    |
| -------------------------- | ------------------------- |
| Volksbank-Arena Hildesheim | Sport- und Mehrzweckhalle |
|                            |                           |
| Capacidade: 2 048          | Capacidade: 720           |

## Equipes participantes
| Equipe                       | Cidade                | Última participação |
| ---------------------------- | --------------------- | ------------------- |
| Berlin Recycling Volleys     | Berlim                | 2022                |
| VfB Friedrichshafen          | Friedrichshafen       | 2022                |
| SWD Powervolleys Düren       | Düren                 | 2022                |
| SVG Lüneburg                 | Luneburgo             | 2022                |
| Energiequelle Netzhoppers KW | Königs Wusterhausen   | 2022                |
| Helios Grizzlies Giesen      | Giesen                | 2022                |
| TSV Haching München          | Unterhaching          | 2022                |
| WWK Volleys Herrsching       | Herrsching            | 2022                |
| Baden Volleys SSC Karlsruhe  | Karlsruhe             | Estreante           |
| FT 1844 Freiburg             | Friburgo na Brisgóvia | Estreante           |
| ASV Dachau                   | Dachau                | Estreante           |
| VC Bitterfeld-Wolfen         | Bitterfeld-Wolfen     | Estreante           |

## Resultados

### Chaveamento final
|  | Oitavas de final             | Oitavas de final         |                             |   | Quartas de final | Quartas de final        |               |               | Semifinais | Semifinais |  |  | Final | Final |
|  |                              |                          |                             |   |                  |                         |               |               |            |            |  |  |       |       |
|  | 20 de outubro                |                          |                             |   |                  |                         |               |               |            |            |  |  |       |       |
|  |                              |                          |                             |   |                  |                         |               |               |            |            |  |  |       |       |
|  | WWK Volleys Herrsching       | 1                        |                             |   |                  |                         |               |               |            |            |  |  |       |       |
|  | WWK Volleys Herrsching       | 1                        | 20 de outubro               |   |                  |                         |               |               |            |            |  |  |       |       |
|  | FT 1844 Freiburg             | 2                        |                             |   |                  |                         |               |               |            |            |  |  |       |       |
|  | FT 1844 Freiburg             | 2                        | FT 1844 Freiburg            | 0 |                  |                         |               |               |            |            |  |  |       |       |
|  |                              |                          | FT 1844 Freiburg            | 0 |                  |                         |               |               |            |            |  |  |       |       |
|  |                              |                          | SVG Lüneburg                | 3 |                  |                         |               |               |            |            |  |  |       |       |
|  |                              |                          | SVG Lüneburg                | 3 |                  |                         |               |               |            |            |  |  |       |       |
|  |                              |                          | 21 de outubro               |   |                  |                         |               |               |            |            |  |  |       |       |
|  |                              |                          |                             |   |                  |                         |               |               |            |            |  |  |       |       |
|  | SVG Lüneburg                 | 2                        |                             |   |                  |                         |               |               |            |            |  |  |       |       |
|  | SVG Lüneburg                 | 2                        | 20 de outubro               |   |                  |                         |               |               |            |            |  |  |       |       |
|  |                              | VfB Friedrichshafen      | 3                           |   |                  |                         |               |               |            |            |  |  |       |       |
|  | Energiequelle Netzhoppers KW | VfB Friedrichshafen      | 3                           | 0 |                  |                         |               |               |            |            |  |  |       |       |
|  | Energiequelle Netzhoppers KW | 20 de outubro            |                             | 0 |                  |                         |               |               |            |            |  |  |       |       |
|  | VC Bitterfeld-Wolfen         | 2                        |                             |   |                  |                         |               |               |            |            |  |  |       |       |
|  | VC Bitterfeld-Wolfen         | 2                        | VfB Friedrichshafen         | 3 |                  |                         |               |               |            |            |  |  |       |       |
|  |                              |                          | VfB Friedrichshafen         | 3 |                  |                         |               |               |            |            |  |  |       |       |
|  |                              |                          | VC Bitterfeld-Wolfen        | 1 |                  |                         |               |               |            |            |  |  |       |       |
|  |                              |                          | VC Bitterfeld-Wolfen        | 1 |                  |                         |               |               |            |            |  |  |       |       |
|  |                              |                          | 22 de outubro               |   |                  |                         |               |               |            |            |  |  |       |       |
|  |                              |                          |                             |   |                  |                         |               |               |            |            |  |  |       |       |
|  | VfB Friedrichshafen          | 0                        |                             |   |                  |                         |               |               |            |            |  |  |       |       |
|  | VfB Friedrichshafen          | 0                        | 20 de outubro               |   |                  |                         |               |               |            |            |  |  |       |       |
|  |                              | Berlin Recycling Volleys | 3                           |   |                  |                         |               |               |            |            |  |  |       |       |
|  | Helios Grizzlies Giesen      | Berlin Recycling Volleys | 3                           | 2 |                  |                         |               |               |            |            |  |  |       |       |
|  | Helios Grizzlies Giesen      | 20 de outubro            |                             | 2 |                  |                         |               |               |            |            |  |  |       |       |
|  | ASV Dachau                   | 0                        |                             |   |                  |                         |               |               |            |            |  |  |       |       |
|  | ASV Dachau                   | 0                        | Helios Grizzlies Giesen     | 3 |                  |                         |               |               |            |            |  |  |       |       |
|  |                              |                          | Helios Grizzlies Giesen     | 3 |                  |                         |               |               |            |            |  |  |       |       |
|  |                              |                          | SWD Powervolleys Düren      | 2 |                  |                         |               |               |            |            |  |  |       |       |
|  |                              |                          | SWD Powervolleys Düren      | 2 |                  |                         |               |               |            |            |  |  |       |       |
|  |                              |                          | 21 de outubro               |   |                  |                         |               |               |            |            |  |  |       |       |
|  |                              |                          |                             |   |                  |                         |               |               |            |            |  |  |       |       |
|  | Helios Grizzlies Giesen      | 0                        |                             |   |                  |                         |               |               |            |            |  |  |       |       |
|  | Helios Grizzlies Giesen      | 0                        | 20 de outubro               |   |                  |                         |               |               |            |            |  |  |       |       |
|  |                              | Berlin Recycling Volleys | 3                           |   | Terceiro lugar   | Terceiro lugar          |               |               |            |            |  |  |       |       |
|  | TSV Haching München          | Berlin Recycling Volleys | 3                           | 0 | Terceiro lugar   | Terceiro lugar          |               |               |            |            |  |  |       |       |
|  | TSV Haching München          | 20 de outubro            | 20 de outubro               | 0 |                  |                         | 22 de outubro | 22 de outubro |            |            |  |  |       |       |
|  | Baden Volleys SSC Karlsruhe  | 20 de outubro            | 20 de outubro               | 2 |                  |                         | 22 de outubro | 22 de outubro |            |            |  |  |       |       |
|  | Baden Volleys SSC Karlsruhe  | Berlin Recycling Volleys | 3                           | 2 | SVG Lüneburg     | 1                       |               |               |            |            |  |  |       |       |
|  |                              |                          | 3                           |   | SVG Lüneburg     | 1                       |               |               |            |            |  |  |       |       |
|  |                              |                          | Baden Volleys SSC Karlsruhe | 1 |                  | Helios Grizzlies Giesen | 3             |               |            |            |  |  |       |       |
|  |                              |                          | Baden Volleys SSC Karlsruhe | 1 |                  | Helios Grizzlies Giesen | 3             |               |            |            |  |  |       |       |
|  |                              |                          |                             |   |                  |                         |               |               |            |            |  |  |       |       |
|  |                              |                          |                             |   |                  |                         |               |               |            |            |  |  |       |       |
|  |                              |                          |                             |   |                  |                         |               |               |            |            |  |  |       |       |

- Todas as partidas seguem o horário local.

#### Oitavas de final
| Data   | Hora  |                              | Placar |                             | Set 1 | Set 2 | Set 3 | Set 4 | Set 5 | Total | Relatório |
| ------ | ----- | ---------------------------- | ------ | --------------------------- | ----- | ----- | ----- | ----- | ----- | ----- | --------- |
| 20 out | 11:30 | WWK Volleys Herrsching       | 1–2    | FT 1844 Freiburg            | 25–14 | 19–25 | 14–16 |       |       | 58–55 | Relatório |
| 20 out | 12:00 | Energiequelle Netzhoppers KW | 0–2    | VC Bitterfeld-Wolfen        | 17–25 | 21–25 |       |       |       | 38–50 | Relatório |
| 20 out | 14:00 | Helios Grizzlies Giesen      | 2–0    | ASV Dachau                  | 25–8  | 25–19 |       |       |       | 50–27 | Relatório |
| 20 out | 14:30 | TSV Haching München          | 0–2    | Baden Volleys SSC Karlsruhe | 19–25 | 16–25 |       |       |       | 35–50 | Relatório |

#### Quartas de final
| Data   | Hora  |                          | Placar |                             | Set 1 | Set 2 | Set 3 | Set 4 | Set 5 | Total   | Relatório |
| ------ | ----- | ------------------------ | ------ | --------------------------- | ----- | ----- | ----- | ----- | ----- | ------- | --------- |
| 20 out | 16:30 | FT 1844 Freiburg         | 0–3    | SVG Lüneburg                | 20–25 | 18–25 | 13–25 |       |       | 51–75   | Relatório |
| 20 out | 17:00 | VfB Friedrichshafen      | 3–1    | VC Bitterfeld-Wolfen        | 25–20 | 25–17 | 24–26 | 25–13 |       | 99–76   | Relatório |
| 20 out | 19:30 | Helios Grizzlies Giesen  | 3–2    | SWD Powervolleys Düren      | 25–22 | 18–25 | 23–25 | 25–17 | 15–12 | 106–101 | Relatório |
| 20 out | 20:00 | Berlin Recycling Volleys | 3–1    | Baden Volleys SSC Karlsruhe | 25–15 | 25–18 | 26–28 | 25–22 |       | 101–83  | Relatório |

#### Semifinais
| Data   | Hora  |                         | Placar |                          | Set 1 | Set 2 | Set 3 | Set 4 | Set 5 | Total   | Relatório |
| ------ | ----- | ----------------------- | ------ | ------------------------ | ----- | ----- | ----- | ----- | ----- | ------- | --------- |
| 21 out | 17:00 | Helios Grizzlies Giesen | 0–3    | Berlin Recycling Volleys | 20–25 | 19–25 | 22–25 |       |       | 61–75   | Relatório |
| 21 out | 20:00 | SVG Lüneburg            | 2–3    | VfB Friedrichshafen      | 25–20 | 17–25 | 23–25 | 25–16 | 12–15 | 102–101 | Relatório |

#### Terceiro lugar
| Data   | Hora  |              | Placar |                         | Set 1 | Set 2 | Set 3 | Set 4 | Set 5 | Total | Relatório |
| ------ | ----- | ------------ | ------ | ----------------------- | ----- | ----- | ----- | ----- | ----- | ----- | --------- |
| 22 out | 15:00 | SVG Lüneburg | 1–3    | Helios Grizzlies Giesen | 12–25 | 15–25 | 25–12 | 21–25 |       | 73–87 | Relatório |

#### Final
| Data   | Hora  |                     | Placar |                          | Set 1 | Set 2 | Set 3 | Set 4 | Set 5 | Total | Relatório |
| ------ | ----- | ------------------- | ------ | ------------------------ | ----- | ----- | ----- | ----- | ----- | ----- | --------- |
| 22 out | 18:45 | VfB Friedrichshafen | 0–3    | Berlin Recycling Volleys | 21–25 | 22–25 | 18–25 |       |       | 61–75 | Relatório |

### 5º ao 7º lugar
|  | 5º – 7º lugar               | 5º – 7º lugar               |                      |   | Quinto lugar | Quinto lugar |
|  |                             |                             |                      |   |              |              |
|  | 21 de outubro               |                             |                      |   |              |              |
|  |                             |                             |                      |   |              |              |
|  | FT 1844 Freiburg            | 0                           |                      |   |              |              |
|  | FT 1844 Freiburg            | 0                           | 22 de outubro        |   |              |              |
|  | VC Bitterfeld-Wolfen        | 3                           |                      |   |              |              |
|  | VC Bitterfeld-Wolfen        | 3                           | VC Bitterfeld-Wolfen | 2 |              |              |
|  | 21 de outubro               |                             | VC Bitterfeld-Wolfen | 2 |              |              |
|  |                             | Baden Volleys SSC Karlsruhe | 3                    |   |              |              |
|  | SWD Powervolleys Düren      | Baden Volleys SSC Karlsruhe | 3                    | 1 |              |              |
|  | SWD Powervolleys Düren      |                             |                      | 1 |              |              |
|  | Baden Volleys SSC Karlsruhe | 3                           |                      |   |              |              |
|  | Baden Volleys SSC Karlsruhe | 3                           | Sétimo lugar         |   |              |              |
|  |                             |                             |                      |   |              |              |
|  | 22 de outubro               |                             |                      |   |              |              |
|  |                             |                             |                      |   |              |              |
|  | FT 1844 Freiburg            | 0                           |                      |   |              |              |
|  | FT 1844 Freiburg            | 0                           |                      |   |              |              |
|  | SWD Powervolleys Düren      | 2                           |                      |   |              |              |

#### 5º – 7º lugar
| Data   | Hora  |                        | Placar |                      | Set 1 | Set 2 | Set 3 | Set 4 | Set 5 | Total | Relatório |
| ------ | ----- | ---------------------- | ------ | -------------------- | ----- | ----- | ----- | ----- | ----- | ----- | --------- |
| 21 out | 13:30 | FT 1844 Freiburg       | 0–3    | VC Bitterfeld-Wolfen | 19–25 | 18–25 | 21–25 |       |       | 58–75 | Relatório |
| 21 out | 14:00 | SWD Powervolleys Düren | 1–3    | VC Bitterfeld-Wolfen | 18–25 | 23–25 | 25–18 | 23–25 |       | 89–93 | Relatório |

#### Sétimo lugar
| Data   | Hora  |                  | Placar |                        | Set 1 | Set 2 | Set 3 | Set 4 | Set 5 | Total | Relatório |
| ------ | ----- | ---------------- | ------ | ---------------------- | ----- | ----- | ----- | ----- | ----- | ----- | --------- |
| 22 out | 14:00 | FT 1844 Freiburg | 0–2    | SWD Powervolleys Düren | 12–25 | 23–25 |       |       |       | 35–50 | Relatório |

#### Quinto lugar
| Data   | Hora  |                      | Placar |                      | Set 1 | Set 2 | Set 3 | Set 4 | Set 5 | Total   | Relatório |
| ------ | ----- | -------------------- | ------ | -------------------- | ----- | ----- | ----- | ----- | ----- | ------- | --------- |
| 22 out | 12:00 | VC Bitterfeld-Wolfen | 2–3    | VC Bitterfeld-Wolfen | 25–17 | 22–25 | 26–24 | 22–25 | 14–16 | 109–107 | Relatório |

### 9º ao 12º lugar
|  | 9º – 12º lugar               | 9º – 12º lugar |                        |   | Nono lugar | Nono lugar |
|  |                              |                |                        |   |            |            |
|  | 21 de outubro                |                |                        |   |            |            |
|  |                              |                |                        |   |            |            |
|  | WWK Volleys Herrsching       | 3              |                        |   |            |            |
|  | WWK Volleys Herrsching       | 3              | 22 de outubro          |   |            |            |
|  | Energiequelle Netzhoppers KW | 0              |                        |   |            |            |
|  | Energiequelle Netzhoppers KW | 0              | WWK Volleys Herrsching | 2 |            |            |
|  | 21 de outubro                |                | WWK Volleys Herrsching | 2 |            |            |
|  |                              | ASV Dachau     | 0                      |   |            |            |
|  | ASV Dachau                   | ASV Dachau     | 0                      | 3 |            |            |
|  | ASV Dachau                   |                |                        | 3 |            |            |
|  | TSV Haching München          | 2              |                        |   |            |            |
|  | TSV Haching München          | 2              | Décimo primeiro lugar  |   |            |            |
|  |                              |                |                        |   |            |            |
|  | 22 de outubro                |                |                        |   |            |            |
|  |                              |                |                        |   |            |            |
|  | Energiequelle Netzhoppers KW | 2              |                        |   |            |            |
|  | Energiequelle Netzhoppers KW | 2              |                        |   |            |            |
|  | TSV Haching München          | 0              |                        |   |            |            |

#### 9º – 12º lugar
| Data   | Hora  |                        | Placar |                              | Set 1 | Set 2 | Set 3 | Set 4 | Set 5 | Total  | Relatório |
| ------ | ----- | ---------------------- | ------ | ---------------------------- | ----- | ----- | ----- | ----- | ----- | ------ | --------- |
| 21 out | 10:30 | WWK Volleys Herrsching | 3–0    | Energiequelle Netzhoppers KW | 25–14 | 25–10 | 25–11 |       |       | 75–35  | Relatório |
| 21 out | 11:00 | ASV Dachau             | 3–2    | TSV Haching München          | 25–18 | 21–25 | 25–16 | 23–25 | 15–11 | 109–95 | Relatório |

#### Décimo primeiro lugar
| Data   | Hora  |                              | Placar |                     | Set 1 | Set 2 | Set 3 | Set 4 | Set 5 | Total | Relatório |
| ------ | ----- | ---------------------------- | ------ | ------------------- | ----- | ----- | ----- | ----- | ----- | ----- | --------- |
| 22 out | 10:00 | Energiequelle Netzhoppers KW | 2–0    | TSV Haching München | 26–24 | 25–18 |       |       |       | 51–42 | Relatório |

#### Nono lugar
| Data   | Hora  |                        | Placar |            | Set 1 | Set 2 | Set 3 | Set 4 | Set 5 | Total | Relatório |
| ------ | ----- | ---------------------- | ------ | ---------- | ----- | ----- | ----- | ----- | ----- | ----- | --------- |
| 22 out | 12:00 | WWK Volleys Herrsching | 2–0    | ASV Dachau | 25–20 | 34–32 |       |       |       | 59–52 | Relatório |

## Classificação final
| Posição           | Equipe                       |
| ----------------- | ---------------------------- |
| Medalha de ouro   | Berlin Recycling Volleys     |
| Medalha de prata  | VfB Friedrichshafen          |
| Medalha de bronze | Helios Grizzlies Giesen      |
| 4                 | SVG Lüneburg                 |
| 5                 | Baden Volleys SSC Karlsruhe  |
| 6                 | VC Bitterfeld-Wolfen         |
| 7                 | SWD Powervolleys Düren       |
| 8                 | FT 1844 Freiburg             |
| 9                 | WWK Volleys Herrsching       |
| 10                | ASV Dachau                   |
| 11                | Energiequelle Netzhoppers KW |
| 12                | TSV Haching München          |

| Supercopa Alemã de 2023                       |
| --------------------------------------------- |
| Campeão Berlin Recycling Volleys (5.º título) |

| Elenco |
| --- |
| Adam Kowalski, Satoshi Tsuiki, Robert Täht, Timo Tammemaa, Nehemiah Mote, Johannes Tille, Timothée Carle, Daniel Malescha, Cody Kessel, Sašo Štalekar, Ruben Schott, Leon Dervisaj, Marek Šotola, Tobias Krick |
| Técnico |
| Joel Banks |